# Institut Européen d’Archéologie Sous-Marine
Das Institut Européen d’Archéologie Sous-Marine (IEASM), deutsch: Europäische Institut für Unterwasserarchäologie, englisch: European Institute for Underwater Archaeology, ist eine 1987 gegründete französische Non-Profit-Organisation mit Sitz in Paris. Gründer und heutiger Präsident ist der Unterwasserarchäologe Franck Goddio.
Außerdem wurde im April 2019 das Instituto Europeo de Arqueologia Submarina in Madrid, Spanien, gegründet.

## Das Institut
Ziel des Instituts ist die Ortung, Ausgrabung und Restaurierung von versunkenen archäologischen Stätten. Das IEASM arbeitet in enger Zusammenarbeit mit den Behörden der Länder, in denen es Ausgrabungen durchführt, und unter deren Kontrolle. Es zieht Fachleute aus den Bereichen Archäologie, Geschichte, Konservierung, Restaurierung, Geophysik und Geologie zu seinen Forschungen heran, um seine Ergebnisse zu untersuchen und zu veröffentlichen. Die Aktivitäten des IEASM werden seit 1996 hauptsächlich von der Hilti Foundation unterstützt.
Nach der Restaurierung und Konservierung bereichern die vom IEASM geborgenen Objekte die Sammlungen der regionalen und nationalen Museen in den Ländern, in denen sie entdeckt wurden, oder sie wurden Einrichtungen in Drittländern geschenkt, wie dem Museo Naval in Madrid, dem Musée national des arts asiatiques - Guimet in Paris oder dem Musée National de la Marine in Port-Louis (Morbihan). Darüber hinaus hat das IEASM Wanderausstellungen konzipiert, die es der breiten Öffentlichkeit ermöglichen, die Entdeckungen zu sehen.

### Ausgrabungen
Vor jeder archäologischen Ausgrabung führt das IEASM geophysikalische Untersuchungen nach modernsten Standards durch, die dann während der Ausgrabung überprüft werden. Dieser Ansatz hat zu mehreren bedeutenden und historisch wichtigen Entdeckungen geführt, wie z. B. der Darstellung des antiken Hafens von Alexandria oder der Stadt Thonis-Herakleion.

### Konservierung
Das Grabungsteam profitiert von einem Konservierungs- und Restaurierungsbereich an Bord des Expeditionsschiffs, der es ermöglicht, die ersten Schritte der Objektkonservierung vor Ort durchzuführen. Weitere Behandlungen, die schwerere Geräte erfordern, werden in Zusammenarbeit mit den betreffenden Einrichtungen in lokalen Labors durchgeführt.

### Studien
Das IEASM bringt eine Reihe von Wissenschaftlern und Fachleuten zusammen, um an den Ausgrabungen mitzuarbeiten und das gefundene Material zu untersuchen. Im Jahr 2003 wurde das Oxford Centre for Maritime Archaeology (OCMA) an der School of Archaeology der Universität Oxford gegründet, das es Doktoranden ermöglicht, das archäologische Material zu studieren.

### Publikationen
Im Rahmen der Partnerschaft ist das OCMA für die wissenschaftliche Veröffentlichung der Ergebnisse der IEASM-Missionen sowie für die Untersuchung des ausgegrabenen Materials durch Doktoranden und Fachleute, die für das IEASM arbeiten, zuständig.

### Lehre/Konferenzen
Zu den Aufgaben des OCMA gehören auch die Lehre der maritimen Archäologie im Grund- und Hauptstudium sowie die Organisation von Konferenzen zur maritimen Archäologie. Bislang haben mehrere Doktoranden auf der Grundlage von Material aus IEASM-Ausgrabungen promoviert.

### Öffentlichkeitsarbeit
Die Nachhaltigkeit der Entdeckungen hängt auch von der Verbreitung der Ergebnisse in der breiten Öffentlichkeit ab. Das IEASM und seine Partner sind daher an Veröffentlichungen von Artikeln, Büchern und TV Dokumentationen beteiligt und organisieren Ausstellungen wie „Der Schatz der San Diego“ (1994–1998), „Ägyptens Versunkene Schätze“ (2006–2009), „Kleopatra, die Suche nach der letzten Königin Ägyptens“ (2010–2012) und „Osiris, das Versunkene Geheimnis Ägyptens“ (2015–2021).